# 酢酸リチウム
酢酸リチウム（さくさんリチウム、lithium acetate）とは化合物の一種で、リチウムの酢酸塩にあたる。化学式は CH3CO2Li、組成式は C2H3LiO2 と表される。無水物（CAS登録番号 [546-89-4]）と二水和物（[6108-17-4]）が市販されており、ともに外見は無色の結晶。

## 用途
気分安定薬として用いられる。
分子生物学の試験研究で酵母をトランスフォーメーションする手法に酢酸リチウム水溶液を用いるものがあり「酢酸リチウム法」と呼ばれる。